# Zarzecze (rejon włodzimierski)
Zarzecze  (ukr. Заріччя) – wieś na Ukrainie na terenie rejonu włodzimierskiego w obwodzie wołyńskim.
W 2001 liczyła 1566 mieszkańców, w 2021 liczyła 1302 mieszkańców (szacunek).
1 sierpnia 1925 włączone do Włodzimierza. Obecnie znów odrębna wieś.